# Controle biológico por microrganismos

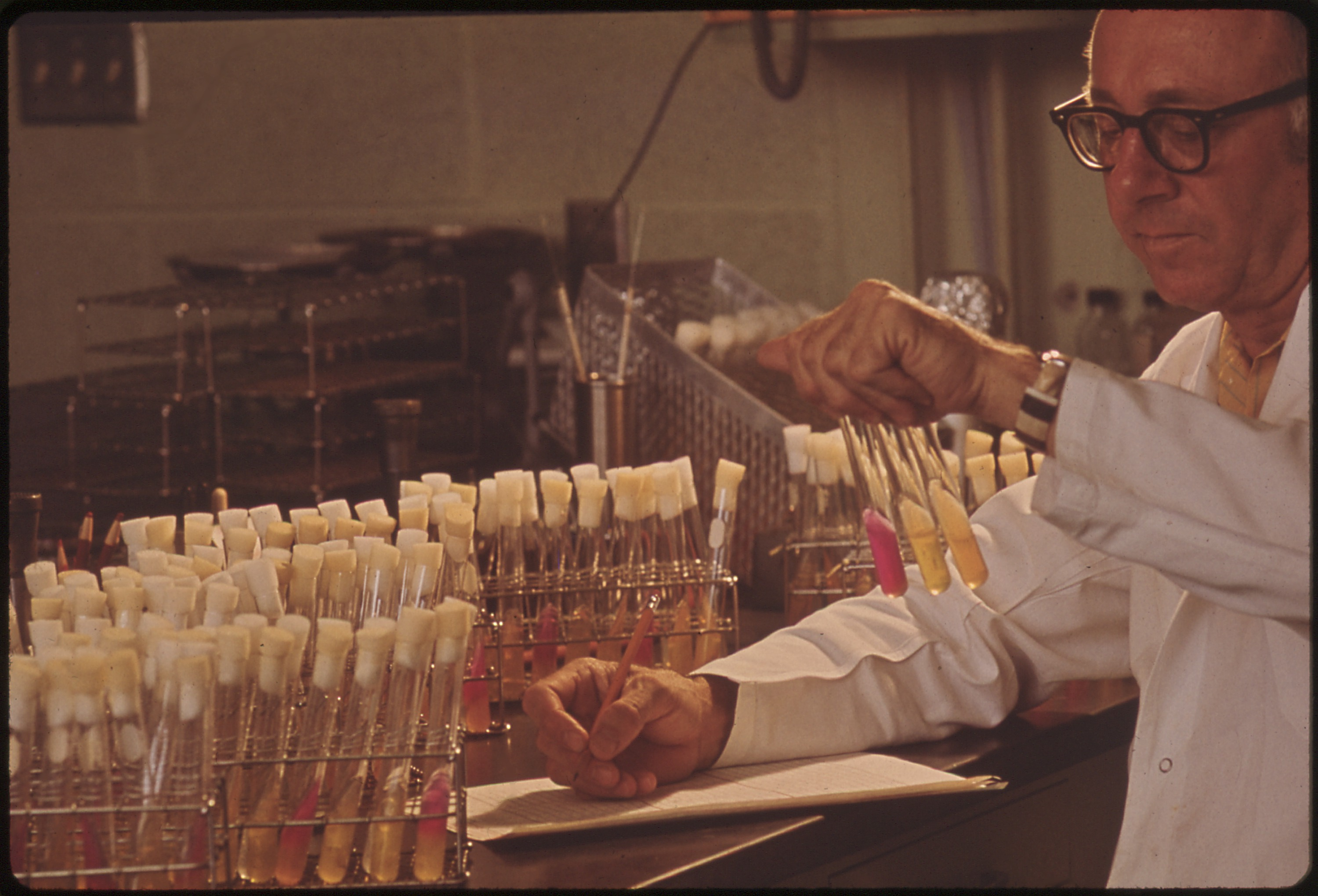
Cientista manipulando microrganismos

O controle biológico tem como princípio controlar pragas agrícolas e insetos transmissores de doenças, baseado no uso de seus inimigos naturais, tal como outros insetos benéficos, predadores, parasitóides, e também microrganismos como por exemplo, fungos, vírus e bactérias. 
Realizar o controle biológico de pragas, é um período muito importante para que possa se impedir doenças contagiosas, prejuízos nas lavouras, e com o avanço do agronegócio, implementaram diversas possibilidades para que esses problemas possam ser solucionados, que são tão incidentes, e também desafios para os produtores rurais. 
Precisa- se compreender corretamente como é realizado o controle biológico, isto é crucial para o uso de produtos ao combate das pragas. Pois quando feito incorretamente, torna-se prejudicial para a plantação. Além disso, é de suma importância entender que este controle de pragas, não deve ser danoso ao ecossistema, visto que pode vir a desencadear outro fatores que também podem ser graves e prejudicar o andamento da lavoura. 
Existem três (3) tipos de controle biológico que auxiliam na redução das pragas e doenças, que são: controle biológico natural, que consiste na soltura de inimigos das pragas existentes na lavoura, visando controlar naturalmente e manter o equilíbrio do ecossistema. Clássico: Realizado principalmente em culturas perenes ou semi-perenes, esse controle funciona a longo prazo e visa combater pragas exóticas, que necessitam da importação e colonização de inimigos naturais. e artificial: No controle artificial, os predadores são criados em laboratórios, em largas escalas, e liberados juntos à praga.
Com tudo isto, o somente o controle biológico entendido e realizado corretamente é capaz de  manter o local de plantio em equilíbrio, sem necessitar de intervenções frequentes como o uso de fertilizantes, inseticidas, fungicidas e pesticidas. E assim o produtor consegue reduzir custos com químicos, maquinários e também com a mão de obra. 

## Exemplos de Controles Biológicos por Microrganismos

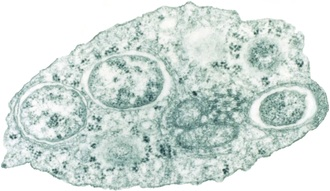
Wolbachia Bacteria que infecta o mosquito transmissor da dangue

### Controle da Dengue pelo uso da bactéria Wolbachia
Em primeiro lugar é necessário entender um pouco a respeito do que é a dengue, e ela é uma doença viral transmitida por mosquitos. O mosquitos fêmea, principalmente da espécie Aedes aegypti e, em menor proporção, da espécie Aedes albopictus, é o responsavel pela disseminação desta doênça. A dengue é generalizada ao longo dos trópicos, com variações locais de risco influenciadas pela precipitação, temperatura e rápida urbanização não planejada. Evidências apontam que o mosquito tenha vindo nos navios que partiam da África com escravos. Têm padrão sazonal, aumentando os casos principalmente entre outrubo e maio.
Dentre os principais sintomas temos: dor abdominal, vômitos persistentes, irritabilidade, hepatomegalia e sangramento de mucosa.
Os casos de dengue geralmente se agravam em alguns grupos específicos, mulheres grávidas, lactentes, crianças (até 2 anos) e pessoas > 65 anos.
Segundo dados do Ministério da Saúde o número de casos prováveis dessa doença  entre 2000 e 2023 foi de 17.668.743, e o número de óbitos foi de 10.302.
Para se combater essa doença que afeta muitas pessoas surgiu um método que se utiliza de microrganismos para se combater o vetor da doença, o Método Wolbachia que no Brasil é conduzido pela Fundação Oswaldo Cruz (Fiocruz), com financiamento do Ministério da Saúde(6). A Wolbachia é uma bactéria presente em cerca de 50% dos insetos, e até em alguns insetos, porém não no Aedes aegypti, e quando está presente neste mosquito, a Wolbachia impede que os vírus da dengue se desenvolva.
O resultado desse Método é bastante interessante, pois em Jurujuba, em Niterói/RJ, que hoje é a primeira cidade 100% protegida pelo método. Os casos confirmados de dengue caíram de 158 no ano de implantação do projeto, 2015, para 55 em 2023. Estudos apontaram ainda redução de 60% dos casos de chikungunya e 40% de zika, em comparação a áreas que não receberam os Aedes aegypti com Wolbachia.

### Controle de pragas pelo uso da bactéria Bacillus thuringiensis

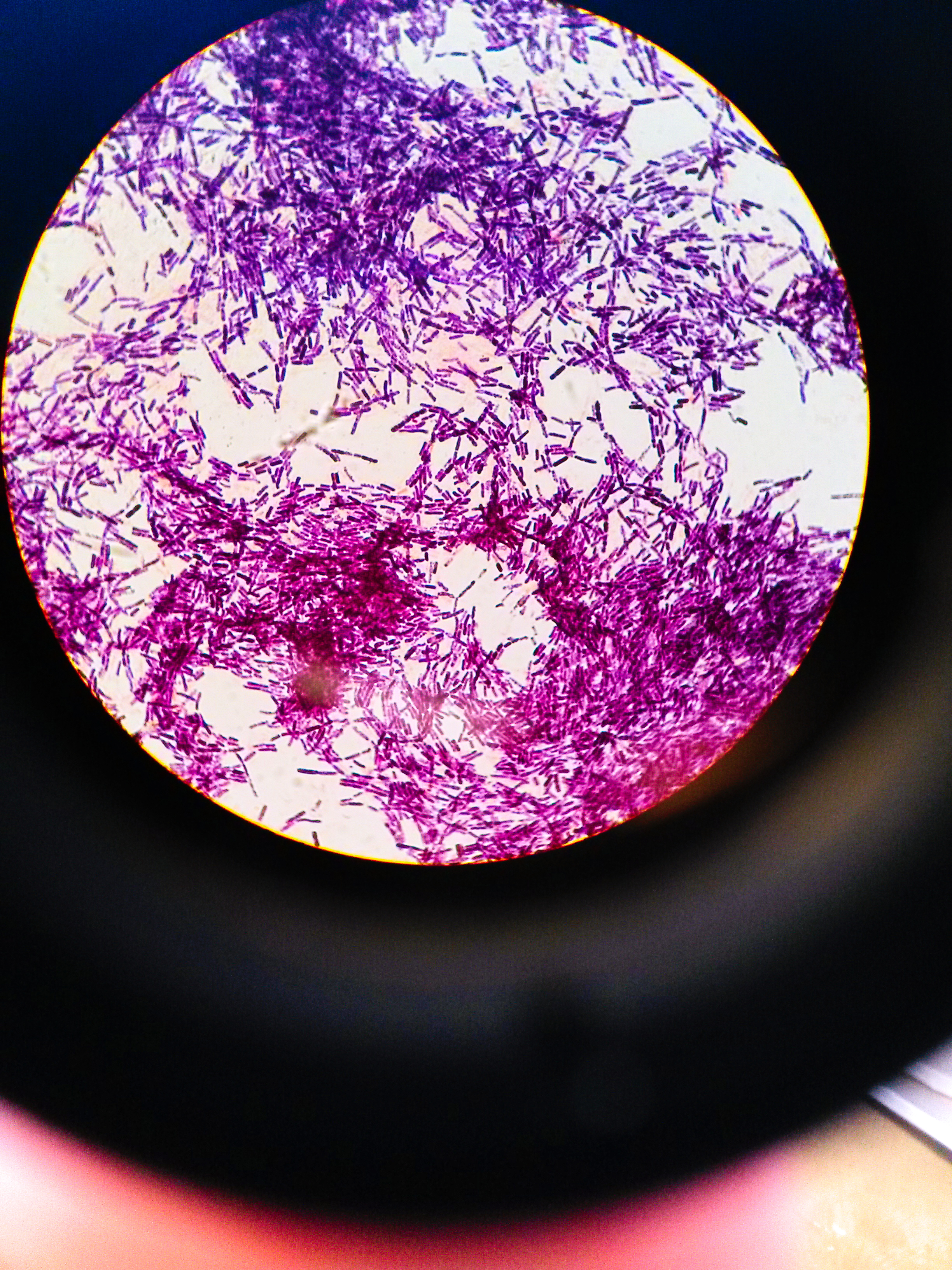
Bacillus thuringiensis

Insetos são problemas para as plantações desde que o ser humano começou a plantar o seu alimento. O método mais comum para se combater as pragas é por meio do uso de produtos químicos, que podem ser danosos ao meio ambiente e também podem ser incorporados a cadeia alimentar. Atualmente está sendo utilizado a bactéria bacillus thuringiensis como um controle biológico para alguns insetos.
Esta bactéria pode ser utilizada para controlar a lagarta-do-cartucho, Spodoptera frugiperda, e a falsa-medideira, Chrysodeixis includens. A Bacillus thuringiensis (Bt) é uma bactéria que produz proteínas com propriedades tóxicas específicas para insetos e que são inofensivas para humanos e outros vertebrados e ao comê-las, as lagartas são afetadas pela ação dessas proteínas, que diferentemente de pesticidas químicos, é inócuo para o meio ambiente. O método que utiliza essa bactéria para o combate desses insetos foi desenvolvido pela Embrapa.

## Estratégias incrementais da utilização tanto da bactéria Wolbachia quanto da bactéria Bacillus thuringiensis(BT) em suas respectivas áreas de atuação

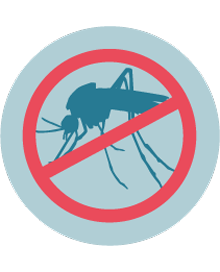
meio para combater a dengue

Os experimentos em laboratório identificaram que a Wolbachia, é uma bactéria intracelular, ou seja, não pode ser transmitida para humanos ou outros mamíferos. E por natureza já está presente em outras espécies de artrópodes, sendo assim estabelecermos uma população de Aedes aegypti com Wolbachia, não haverá alteração significativa nos sistemas ecológicos.
Três avaliações de risco independentes foram realizadas e apresentaram uma classificação de risco global “insignificante” (a mais baixa possível) para a liberação de mosquitos com Wolbachia.
Com o tempo, a porcentagem de mosquitos que carregam a Wolbachia aumenta, até que permaneça estável sem a necessidade de novas liberações, assim tornando o método autossustentável, e tendo uma intervenção acessível a longo prazo, tendo em vista que os próprios mosquitos são responsáveis por impedir a proliferação da doença 
No ano de 2021, dados que mostraram a eficácia da proteção garantida pela Wolbachia foram divulgados pelo WMP/Brasil, conduzido no Brasil pela Fiocruz. Os números apontaram uma redução de cerca de 70% dos casos de dengue, 60% de chikungunya e 40% de zika nas áreas onde houve a intervenção entomológica.
E em 2023, O município de Niterói, tornou-se o primeiro no Brasil a se tornar 100% coberto pelo método.

### BT

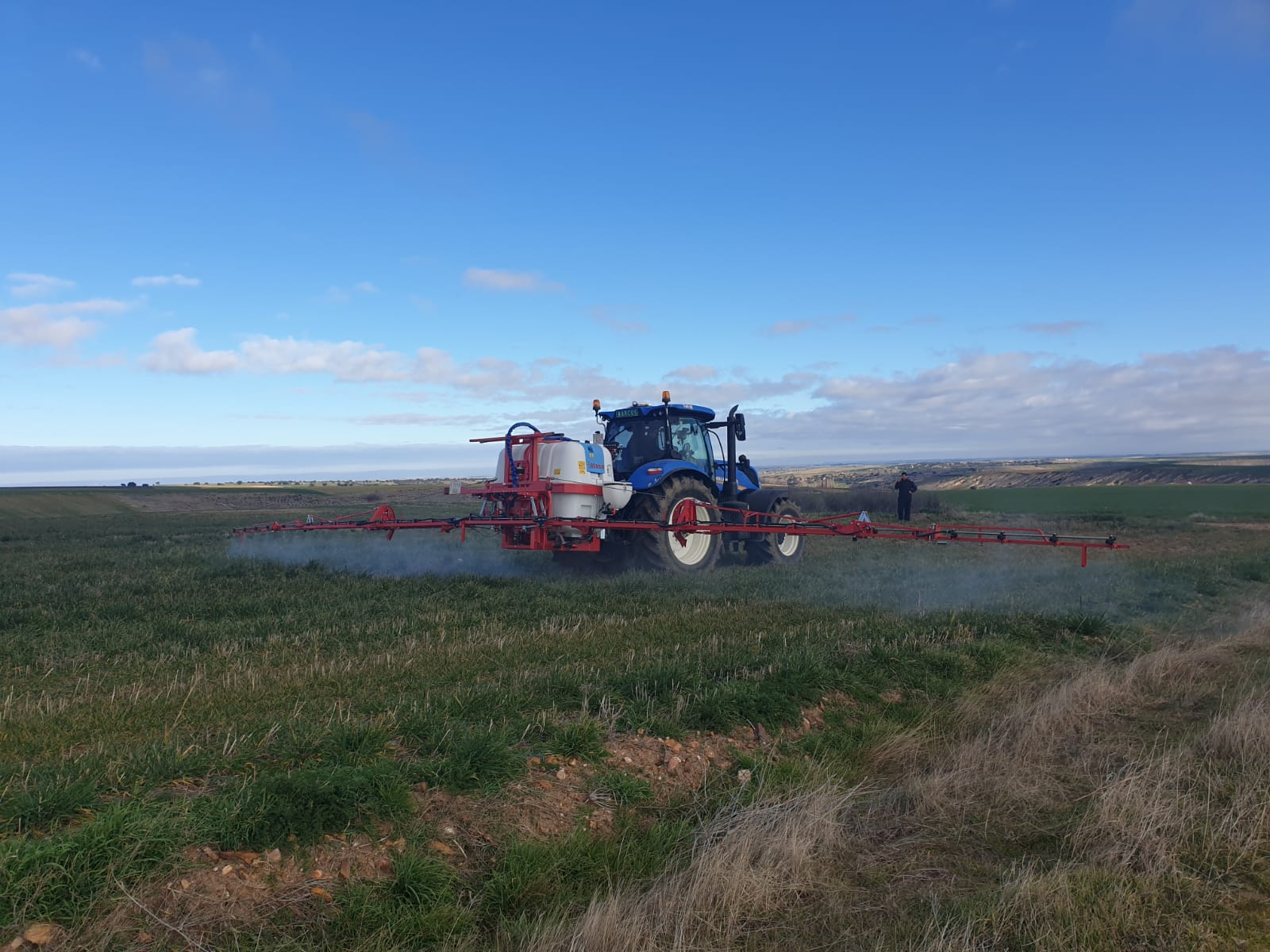
Caminhão pulverizando a bactéria na plantação

Em outro caso temos a bacillus turingienesis, ela tem como objetivo retirar o gene que expressa a proteína tóxica da bactéria e o inseri-lo no DNA das plantas. Assim, quando os insetos ingerem a planta geneticamente modificada, a proteína se liga a um receptor específico nas células do intestino deles, fazendo com que morram.
Embora a tecnologia seja muito eficaz no controle de insetos e pragas na lavoura, ela deve ser utilizada de acordo com um programa de Manejo de Resistência de Insetos (MRI) adequado, que inclui ferramentas do Manejo Integrado de Pragas (MIP).
Visto que as plantas Bt (como são chamadas após a modificação) promovem uma pressão maior de seleção sobre os insetos e o efeito nas pragas ocorre durante todo o ciclo de desenvolvimento da cultura. Dessa forma, os riscos de resistência aumentam.
Além disso, o MIP preconiza medidas culturais, biológicas e químicas, além da adoção da biotecnologia e do tratamento de sementes. Sem contar que antes de estabelecer qualquer ação de controle, o sistema também recomenda o monitoramento de pragas incidentes na área.

## Integração das estratégias de proteção de cultivos da Aedes Albopictus

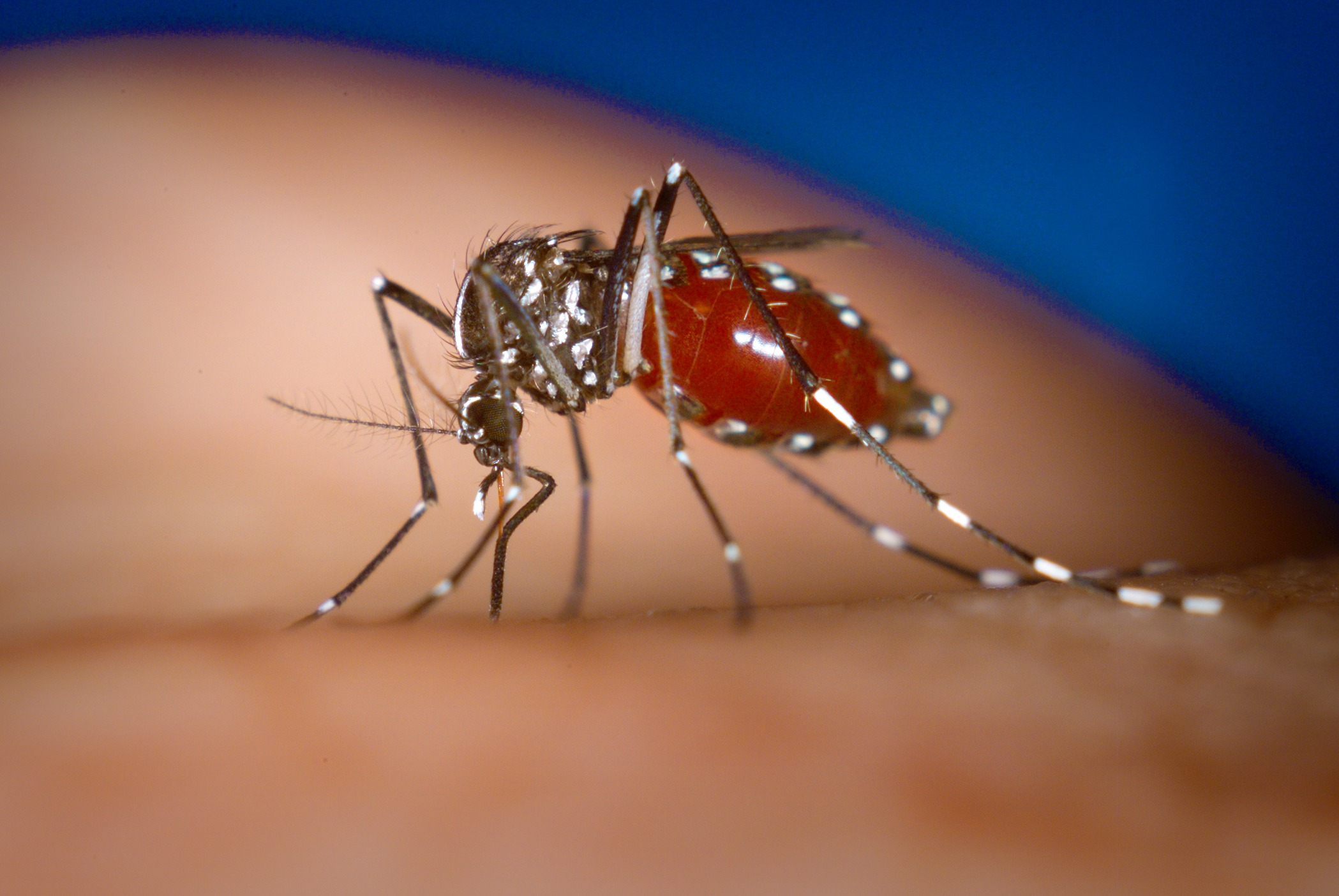
Aedes Albopictus

O objetivo é eliminar de forma sustentável, a reprodução em massa do mosquito ou reduzir o potencial de transmissão de infecções de interesse da saúde pública. No contexto atual, as infecções transmitidas por ,Aedes aegypti, passam a ser um problema crescente de saúde pública nos países em vias de desenvolvimento e um risco latente para os países desenvolvidos, seja pela importação de casos ou pelos riscos de introdução decorrentes da existência de vetores potenciais no território.
O Controle biológico é baseado na utilização de predadores ou patógenos com potencial para reduzir a população vetorial. Entre as alternativas disponíveis de predadores estão presentes a utilização do Bacillus thuringiensis israelensis (Bti) e Wolbachia.
A Bacillus Thuringiensis Israelensis é uma alternativa de controle de formas imaturas do vetor da dengue, a ação do larvicida está relacionado diretamente na sua ingestão ocasionando a morte da larva por toxemia, ou seja, possui prioridade de sintetizar pró-toxinas ativas contra insetos. Mas, atua somente sobre na fase de larva, nunca sobre os adultos. Sua especificidade está relacionada a cinco toxinas existentes em um corpo cristalino que se forma por ocasião da esporulação da bactéria,São na verdade cinco pró-toxinas (peptídeos), que quando ingeridas e sob as condições alcalinas do intestino das larvas dos dípteros, quebram-se pela ação de enzimas (proteinases). Essa quebra libera as frações realmente tóxicas que então se ligam a receptores específicos da membrana epitelial provocando poros e quebrando o balanço osmótico no tecido intestinal (Yousten, 1996). Isso leva à lise das células e extravasamento do conteúdo intestinal para a hemolinfa, com consequente parada alimentar, paralisia e morte rápida por toxemia. É interessante notar que essas toxinas agem sinergicamente, ou seja, quando isoladas tem menor efeito do que juntas.
Porem, a Wolbachia,  é uma  bactéria localizada  em vários tecidos do inseto, inclusive nos ovários, alcançando o ovo em formação e, assim, sendo transmitida para a prole. “Essa cepa de bactéria causa a incompatibilidade citoplasmática, o que dá vantagem às fêmeas infectadas pela bactéria em cruzamentos de machos infectados com fêmeas não infectadas não produzirem descendentes.
É fundamental concentrar a ação para seu monitoramento e controle em áreas com alta densidade populacional. Porém é necessário investir em tecnologias novas com uma  infraestrutura básica que possa levar  a campo e  um plano que permita medir os pontos fortes e fracos da introdução, do monitoramento, da avaliação de impacto, do escalamento e da sustentabilidade dos programas de controle locais.

## Integração das estratégias de proteção de cultivos da bactéria Bacillus thuringiensis (Bt)
O objetivo das estratégias é evitar que se tornem populações de insetos resistentes às toxinas BT produzidas pelas plantas e também que essa resistência se espalhe para outras populações. É importante salientar que as estrategias estabelecidas e aplicadas em países desenvolvidos podem não ser levadas em consideração em países desenvolvidos, por exemplo, a produção de arroz BT.
A princípio, o desenvolvimento, começou ainda na era dos produtos químicos, quando os pesquisadores perceberam que a evolução de resistência era questão de tempo e poderia ser retardada pela aplicação de técnicas adequadas de manejo das culturas. As primeiras espécies comercializados contendo o gene BT foram milho e algodão e as áreas de cultivos dessas espécies cresceram rapidamente aumentando significativo a produtividade e reduzindo o uso de inseticidas.
A principal estratégia aplicada aplicada para manejar a evolução da resistência às plantas BT é denominada de " altas doses e refúgios estruturados". Portanto, As Altas doses, refere-se as plantas que produzem quantidades suficientes das toxinas BTs  para eliminar da população indivíduos que possuem uma única cópia do gene para resistência conhecidos como heterozigoto. Enquanto, os refúgios, concentra indivíduos susceptíveis á toxina, ou seja, produz um número suficientes de insetos adultos susceptíveis a toxina BT para cruzarem com insetos homozigotos, diluindo, a resistência na população. Dessa forma faz- se a necessidade de compreender a  dispersão da praga, sua biologia reprodutiva e seus hábitos alimentares para definir uma área de refúgios e beneficia na  redução de cruzamentos entre indivíduos homozigotos resistentes. Dessa maneira podemos concluir que a estratégia  baseia- se em duas aceitações: Uma a característica recessiva e a outra aos cruzamentos entre indivíduos resistentes e não resistentes que ocorrem de forma aleatória.
Além disso é realizado aplicações de métodos de monitoramento das populações procurando detectar a presença ou o aumento da frequência de insetos resistentes. Nesse contexto, a participação dos agricultores é importantíssima, pois são eles que devem seguir e monitorar os resultados das estratégias definidas.
Diante disso é indispensável investimentos em novas tecnologias e em educação extensão rural. 

## Eficiência e impacto positivo do uso de agentes de controle biológico

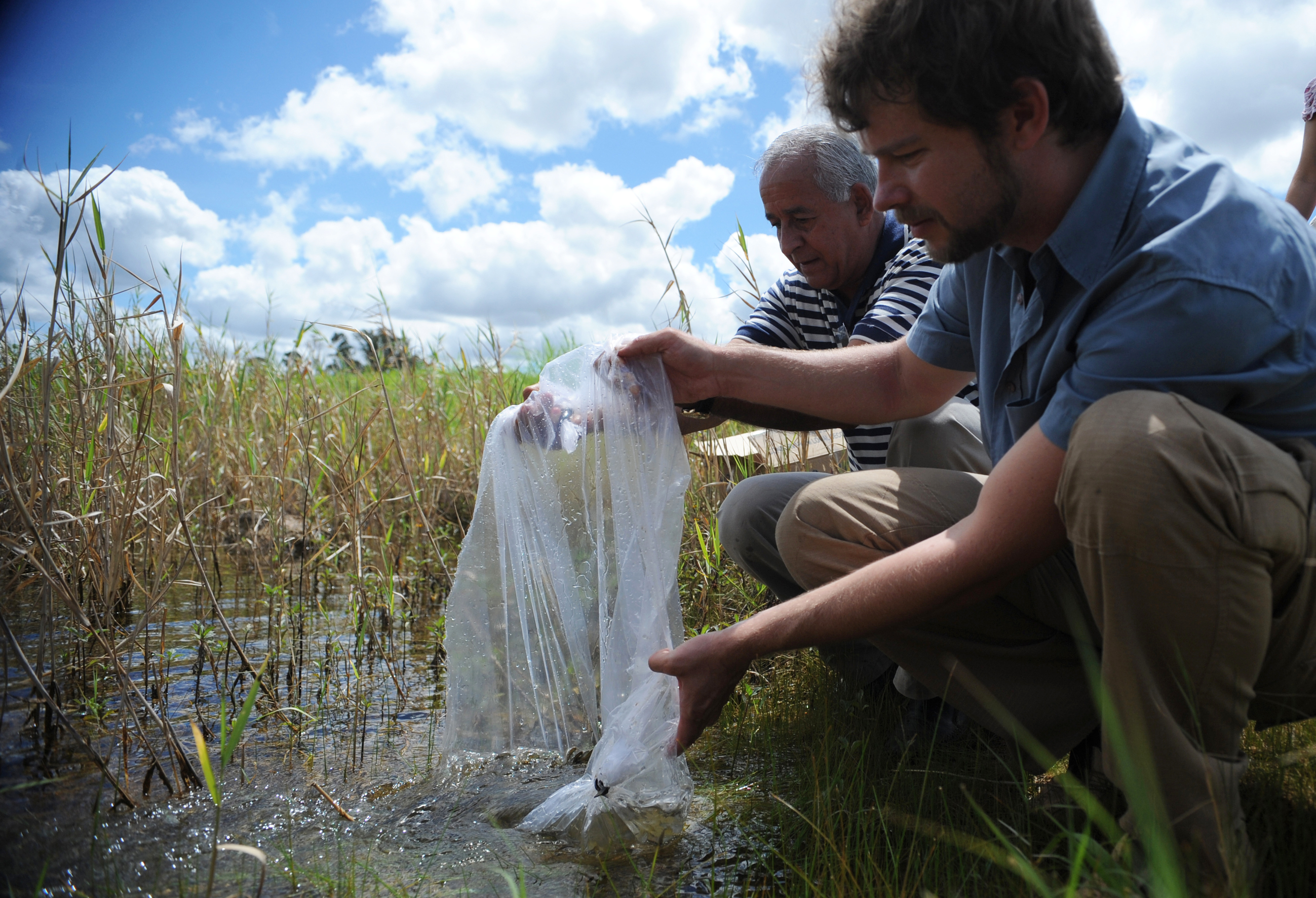
Controle biológico da dengue

Bactéria Bacillus thuringiensis no uso de controle de pragas: A grande vantagem desse produto biológico à base de Bt, diferente de pestiscidas químicos, é que ele não afeta o meio ambiente, não intoxica aplicadores, não mata os inimigos naturais das pragas e não polui rios e nascentes, ele acaba até contribuindo para a sustentabilidade de sua especificidade biológica, atacam somente os insetos-alvo, promovem maior equilíbrio da biodiversidade em comparação aos químicos assim favorecendo a manutenção de inimigos naturais nos campos.
Bactéria Wolbachia no uso de controle de dengue:  O estudo também revela redução de 86% das hospitalizações nas áreas tratadas com Wolbachia e a comprovação de que a eficácia do método é equivalente para todos os quatro sorotipos de dengue. “Este resultado demonstra como a Wolbachia pode ser um novo método para o controle da dengue que é seguro, sustentável e eficaz, exatamente o que a comunidade global precisa”
O Método Wolbachia é ambientalmente amigável. Nossos experimentos em laboratório identificaram que a Wolbachia, que é intracelular, não pode ser transmitida para humanos ou outros mamíferos. Somado a isto, já temos a Wolbachia presente naturalmente em outras espécies de artrópodes. Ou seja, ao estabelecermos uma população de Aedes aegypti com Wolbachia, não haverá alteração significativa nos sistemas ecológicos.